# Радосав Стоянович
Радосав Стоянович (серб. Радосав Стојановић, народ. 1 листопада 1950, Паруновац, Крушевац, Югославія) — сербський письменник, журналіст та лексикограф.

## Біографія
Народився 1 листопада 1950, у Паруновці, поряд з містом Крушевац. Виріс у с. Млачиште, у Црной Траві. До школи ходив у Млачиште, Црной Траві, Нішу та Приштині. Закінчив факультет сербсько-хорватської мови та югославської літератури в Університеті у Приштині, там опісля й жив до НАТО бомбардувань Сербії у 1999 році.
Радосав працював викладачем у Гімназії «Іво Лола Рибар» у Приштині, журналістом, редактором, головним та відповідальним редактором (1990—1993) щотижневої газети «Єдність» (серб. Jeдинство), а також директором Крайового  народного театру (серб. Покрајинско народно позориште) (1993—2004) у Приштині.
Був постійним хронікером та колумністом белградського «Літературного слова» (серб. Књижњвна реч) з Косова та Метохії (1985—1988), президентом літературного товариства Косова та Метохії (серб. Друштво књижевника Косова и Метохије) (1990—1992). Радосав був редактором часопису «Прагнення» (серб. Стремљења) та головним й відповідальним редактором «Сербського півдня» (серб. Српски југ) (2004—2006) у Нішу. Також був членом Спільноти письменників Сербії (серб. Удружење књижевника Србије) з 1985 року та Спільноти журналістів Сербії (серб. Удружење новинара Србије) з 1979 року.
Його твори увійшли до антології та обраного сербської поезії та оповідань у країні та  закордоном. Вони перекладені іноземними мовами.
З Косова був вигнаний в червні 1999 року. Мешкає в місті Ніш.

### Збірки віршів
- Іносказання (серб. Инословље), 1979 р.
- Чемерський рукопис (серб. Рукопис чемерски), 1982 р.
- Диявольська школа (серб. Ђавоља школа), 1988 р.
- Повернення на кіл (серб. Повратак на колац), 1990 р.
- Якір (серб. Сидро), 1993 р.
- Пильно (серб. Нетремице), 2003 и 2004 р.
- Трепет (серб. Трепет), 2007 р.
- Вірші останнього натхнення (серб. Песме последњег заноса), обрані та нові вірші, 2012 р.
- Bequeathing/ Наследство (серб. Завештање), вибрані й нові вірши про кохання, двомовне сербсько-англійське видання, переклад Душиця Вучкович, Hybrid Publishers, Мельбурн, штат Вікторія, Австралія, 2014 р.

### Збірки оповідань
- Смерть Аритона (серб. Аритонова смрт), 1984 р.
- Апокрифічні оповідання (серб. Апокрифне приче), 1988 р.
- Мертва сторожа (серб. Мртва стража), 1988 и 1997 р.
- Кінець світу (серб. Крај света), 1993 р.
- Господар згадок (серб. Господар успомена), 1996 р.
- Жива стіна (серб. Живи зид), 1996 р.
- Молитва до дечанської ікони (серб. Молитва за дечанску икону), 1998 р.
- Свідки Христа (серб. Христови сведоци), 2001 р.
- Црнотравські оповідання (серб. Црнотравске приче), 2002 р.
- Власинське весілля (серб. Власинска свадба), 2004 р.
- Женихи Еврідіки (серб. Еуридикини просиоци), 2007 р.
- Записане в снах (серб. Записано у сновима), оповідання про кохання, Панорама, Приштина - Белград, 2013 р.

### Романы
- Дике щеплення (серб. Дивљи калем), 2002 р., 2010 р.
- Ангелус, 2004 р.
- Місячний корабель (серб. Месечева лађа), 2005 р.

### Лексикографія
- Црнотравський словник (серб. Црнотравски речник), Сербський діалектологічна збірка , № LVII, САНУ — Інститут сербської мови САНУ, Белград, 2010 р. Црнотравски речник у ПДФ-у [Архівовано 21 червня 2018 у Wayback Machine.]

### Публіцистика
- Жити з геноцидом, хроніка Косовського безчестя 1980—1990 (серб. Живети с геноцидом, хроника косовског бешчашћа 1980 - 1990), 1990 р.

### Драми
- Мертва сторожа (серб. Мртва стража), 1993 р.
- Кривово та інші драми, 2003 р.

### Самостійні драми, поза книгами
- Кінец світу на Великдень (серб. Пропаст света на Велигдан), Театрон, 107, 1999 р.
- Сендвіч (серб. Сендвич), Сербський південь, 5, 2006 р.
- Збір на Горешняк (серб. Сабор на Горешњак), Градіна, 37, 2010 р.

### Зіграні драми
- Мертва сторожа (серб. Мртва стража), Краєвий народний театр, Приштина, 1994 р., режисер Міомір Стаменкович;
- Кінець  світу на Великдень (серб. Пропаст света на Велигдан), Театр «Бора Станкович», Вранє 1997 р., режисер Юг Радівоєвич;
- Метохійська ікона, монодрама, Народний театр, Печ, 1997 р., режисер и актор Міомір Радойкович.
- Кривово, Театр «Бора Станкович», Вранє, 2003 р., режисер Юг Радівоевич.

### Радіо драма
- Останній погляд на Драгодень (серб. Последњи поглед на Драгодан), режисер і актор Стеван Джорждевич, Радіо Приштина — Радіо Топлица, Прокуплє, 2004 г.

## Редактор ревю
- Три століття вихіду сербів, 1990 р.
- Відовданський вісник, 1993 р.
- Сербський південь, 2004—2006 г.

## Нагороди
- Стеван Сремац, 1987 р., 1991 р. и 1992 р.
- Нагородження Лазара Вучковича, 1985 р. та 1992 р.
- Золоте перо деспота Стефана Лазаревича, 1990 р.
- Милютин Ускокович, друга, 1993 р. та 2000 р.
- Нагораджння Літературного товариства Косова та Метохії за найкращу книгу, 1999 р.
- Нагородження Лаза К. Лазаревич, 2001 р.
- Раде Драїнац, 2004 р.